# Bruno Giorgi
Bruno Giorgi (Mococa, 13 de agosto de 1905 — Río de Janeiro, 1993) fue un escultor y profesor brasileño.

## Biografía
Hijo de inmigrantes italianos, en 1911 se mudó con su familia a Roma, y a principios de la década de 1920 estudió diseño y escultura. En Italia, participó de movimientos antifascistas, cayó preso y fue condenado a siete años de prisión. Cuando había cumplido cuatro años de su pena, fue extraditado a Brasil por intervención del embajador brasileño en Italia.  
En 1937, en París, frecuentó las academias «La Grande Chaumière» y «Ranson». En la segunda conoció a Aristide Maillol, quien sería su mentor. Convivió con Henry Moore, Marino Marini y Charles Despiau.
En 1939, de regreso en São Paulo, trabajó con los artistas del Grupo Santa Helena y participó en el grupo Família Artística Paulista. En 1943 se mudó a Río de Janeiro tras una invitación del ministro Gustavo Capanema e instaló su estudio en Playa Roja, donde fue el mentor de, entre otros, Francisco Stockinger.
En 1960 creó una estatua dedicada a José de Anchieta para ser colocada en su ciudad natal (San Cristóbal de La Laguna, Tenerife, Canarias, España). La estatua se alza sobre una especie de trampolín por el que camina, seguro, José de Anchieta rumbo a su destino eclesiástico como jesuita en Portugal.

## Obras
Monumentos públicos

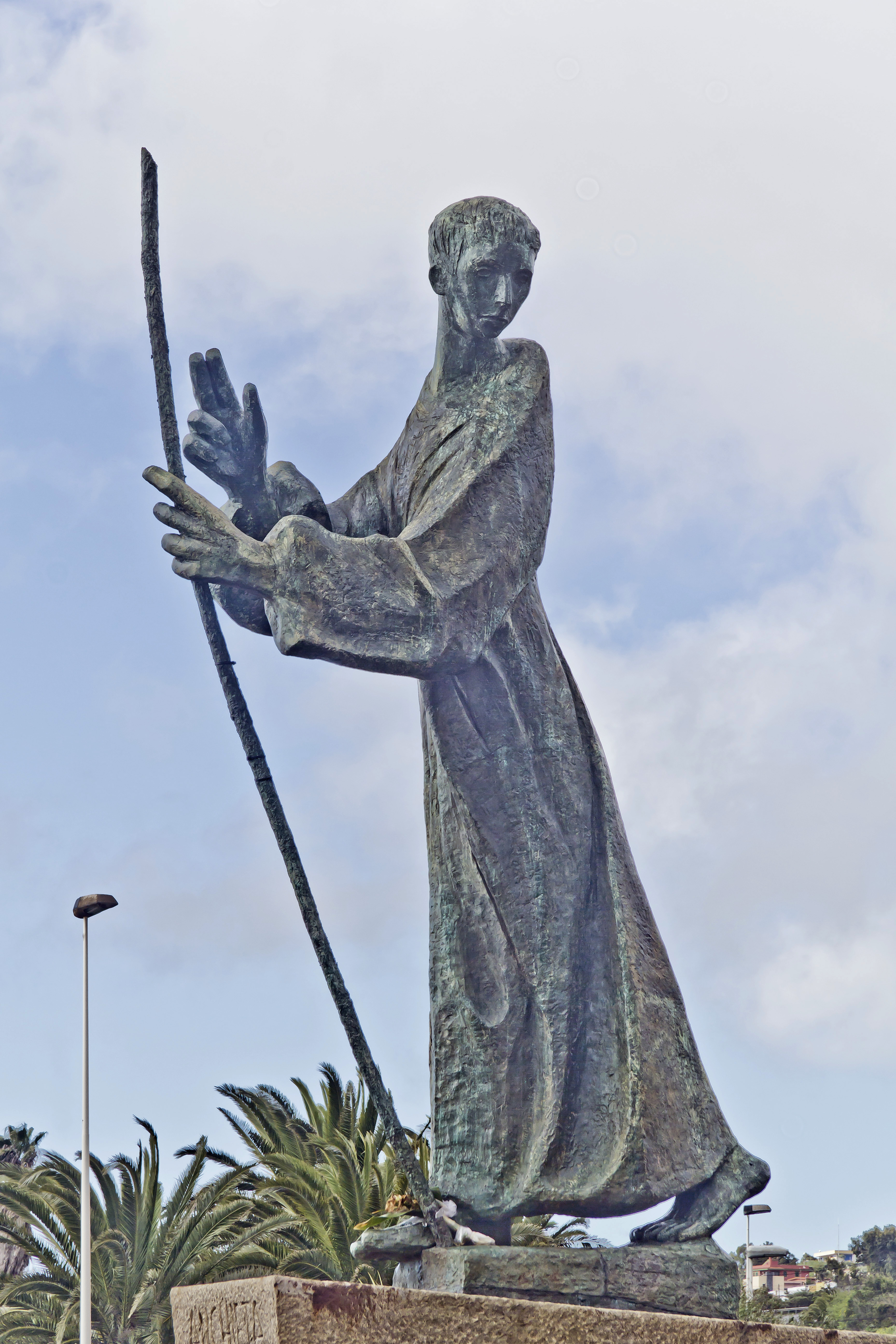
Monumento al Padre José de Anchieta en San Cristóbal de La Laguna (Tenerife, España).

- Monumento a la juventud brasileña, 1947, en los Jardines del Ministerio de Educación y Salud, actual Palacio de Cultura, en Río de Janeiro;
- Los guerreros, conocida popularmente en Brasil como Os Candangos, 1959,[1] en la Plaza de los Tres Poderes, Brasilia;
- Monumento al Padre José de Anchieta, 1960, en la Glorieta del Padre Anchieta, en San Cristóbal de La Laguna, Tenerife.
- Meteoro, 1967, en el Palacio de Itamaraty, en Brasilia;
- Integração, 1989, en el Memorial de América Latina, en San Pablo.